# Hirsutisme
Hirsutisme is mannelijke overbeharing bij een vrouw en kan op het gehele lichaam alsook in het gelaat voorkomen.
De belangrijkste oorzaken van hirsutisme zijn hormonale factoren, medicamenten (vooral bij inname van meerdere medicijnen tegelijk) en erfelijkheid.
Bij hormonaal hirsutisme worden de androgene steroïden als oorzaak gezien. Overproductie van deze hormonen kan plaatsvinden in de bijnierschors en het ovarium. Een relatief veelvoorkomende oorzaak is het polycysteus-ovariumsyndroom.
De eerste symptomen beginnen in de puberteit.
Overbeharing kan men zelf verwijderen door scheren, harsen en ontharingscrème, maar dit biedt slechts een tijdelijk resultaat.
Voor een blijvend resultaat kan men onder andere gebruikmaken van elektrisch ontharen. Er zijn echter ook contra-indicaties:
- eczeem
- open wonden
- vitiligo
- antibiotica

## Bekende vrouwen met hirsutisme
- Helena Antonia, hofdwerg aan het hof van keizerin Maria van het Heilige Roomse Rijk